# Energy Fuels
Energy Fuels ist ein US-amerikanisches Uranbergbau-Unternehmen, das 2006 gegründet wurde. Das Unternehmen bezeichnet sich selbst als führenden Uranförderer der Vereinigten Staaten. Das produzierte Triuranoctoxid (U3O8) kann bei den Kunden des Unternehmens zu Uranhexafluorid (UF6) fluoriert werden, welches zur großtechnischen Uran-Anreicherung benötigt wird. Energy Fuels verfügt weiterhin über Vanadium-Vorkommen und sieht sich als größten Produzenten von Vanadium in den USA. Das Vanadium, welches als Nebenprodukt in den Uraniumminen abgebaut wird, wird zusammen mit dem Uran in der unternehmenseigenen Anlage in White Mesa in Utah aufbereitet. Die Aufbereitung geschieht jedoch gesondert in einem eigenen Produktionskreislauf. Am Standort in White Mesa werden 150 Mitarbeiter beschäftigt. Zwischen 2011 und 2015 hatte die Anlage in White Mesa einen durchschnittlichen Anteil von 21 % an der gesamten US-amerikanischen Uranproduktion. Die White Mesa Mill ist die letzte konventionelle Uranmühle der USA.